# Gastrotheca weinlandii
Gastrotheca weinlandii es una especie de anfibios de la familia Amphignathodontidae.
Habita en Colombia, Ecuador y Perú.
Su hábitat natural se centra en montanos tropicales o subtropicales secos.
Está amenazada de extinción por la pérdida de su hábitat natural.